# Luzerner Kantonalbank
Luzerner Kantonalbank (LUKB) — банк швейцарского кантона Люцерн, входит в систему кантональных банков. Банк был основан в 1850 году.
По объёму активов LUKB в 2022 году занимал 12-е место среди банков Швейцарии и 3-е место среди кантональных банков страны. В списке крупнейших публичных компаний мира Forbes Global 2000 за 2023 год Luzerner Kantonalbank занял 1781-е место.
53,58 % акций банка принадлежит правительству кантона Люцерн, остальные акции обращаются на Швейцарской бирже.

## История
Банк был основан в 1850 году. В 2001 году он был преобразован в акционерную компанию, акции которой были размещены на Швейцарской бирже.
В октябре 2015 года банк заплатил 11 млн долларов Министерству юстиции США за прекращение расследования в отношении открытия счетов для сокрытия доходов граждан США от налогообложения. По состоянию на 2009 год в банке было 595 счетов граждан США на общую сумму около $300 млн.

## Деятельность
Банк специализируется в основном на обслуживании частных клиентов и малого бизнеса, в меньшей мере компаний, пенсионных фондов и страховщиков. Предлагает банковские счета, инвестиционные продукты, инвестиционные консультации, кредиты, кредитные карты, управление активами. Сеть состоит из 20 отделений, обслуживает около 300 тыс. клиентов, преимущественно в кантоне Люцерн. Правительство кантона является гарантом вкладов в банк.